# Gloria Dei Evangelical Lutheran Church
La Iglesia Evangélica Luterana Gloria Dei es una iglesia histórica en 15 Hayes Street en la ciudad Providence, la capital del estado de Rhode Island (Estados Unidos). 

## Descripción
La estructura de ladrillo de un solo piso fue diseñada por Martin Hedmark y construida entre 1925 y 1928 para una congregación predominantemente escandinava establecida en 1890. El ladrillo se coloca en patrones y la torre presenta un techo a dos aguas escalonado. Las esquinas de la fachada principal tienen pequeños torreones, uno rematado con un chapitel de linterna, el otro con una aguja. El diseño incluye elementos vernáculos de la arquitectura sueca, una característica que generalmente no se encuentra en el área. Originalmente, la iglesia fue construida para una congregación sueca, pero hoy acepta muchas otras nacionalidades y culturas, incluidas Angola, Liberia, Tanzania, Portugal, Alemania, Haití, Jamaica, Gran Bretaña, Bolivia, República Dominicana, Guatemala, México y muchos otros.
La iglesia fue incluida en el Registro Nacional de Lugares Históricos en 1984.